# Río Iyagüey
Le río Iyagüey est un cours d'eau de l'Amazonie vénézuélienne et sous-affluent de l'Orénoque. Situé dans l'État d'Amazonas, il se jette en rive droite du río Ocamo à proximité de la localité de Santa María de Los Guaicas où ce dernier conflue avec l'Orénoque. Il est peuplé principalement par l'ethnie indienne Yanomami.